# Баранов, Лев Петрович
Лев Петрович Баранов (1935 — 2012) — прокурор Москвы, государственный советник юстиции 2-го класса.

## Биография
С отличием закончил Средне-Азиатский государственный университет имени В. И. Ленина в Ташкенте. С 1959 работал в прокуратуре Казахской ССР прокурором следственного отдела прокуратуры Акмолинской области, прокурора следственного отдела, исполняющего обязанности начальника следственного отдела, прокурора-криминалиста прокуратуры Целинного края, прокурора Целинограда, прокурора Целиноградской области. Продолжил службу в генеральной прокуратуре СССР, где работал начальником отдела по надзору за исполнением законов на транспорте и начальником управления по надзору за исполнением законов на транспорте. Впоследствии главный транспортный прокурор, заместитель генерального прокурора СССР, и члена коллегии генеральной прокуратуры Союза. Выступал государственным обвинителем по делу о столкновении в Цемесской бухте. В течение двух лет, с июня 1987 до июня 1989, являлся прокурором союзной столицы. Затем вернулся в генеральную прокуратуру СССР на должность начальника управления по надзору за исполнением законов в хозяйственной деятельности, а позднее — заместителя начальника управления общего надзора, начальника отдела по надзору за исполнением законности в хозяйственной деятельности и экологической сфере, начальника управления планирования, финансирования, материально-технического и социального обеспечения, начальника Второго управления Генеральной прокуратуры Российской Федерации. На 1990 состоял вице-президентом клуба «Ротари». Награждён нагрудным знаком «Почётный работник прокуратуры СССР», медалью «Ветеран прокуратуры», почётной грамотой генерального прокурора Российской Федерации.

### Семья
- жена — Галина Григорьевна.[7]